# Yongning (köping i Kina, Sichuan, lat 30,73, long 103,91)
Yongning (kinesiska: 永宁镇, 永宁) är en köping i Kina. Den ligger i provinsen Sichuan, i den sydvästra delen av landet, omkring 17 kilometer nordväst om provinshuvudstaden Chengdu.
Genomsnittlig årsnederbörd är 1 318 millimeter. Den regnigaste månaden är juli, med i genomsnitt 377 mm nederbörd, och den torraste är december, med 11 mm nederbörd.